# Javamakak
Javamakakken (Macaca fascicularis) er en primat i slægten makakaber med en kropslængde på 37-63 centimeter og en lige så lang hale. Det er den almindeligste primat i Sydøstasien efter mennesket. På Java ses den ofte nær templer, hvor den anses for hellig. Javamakakken færdes i støjende grupper på op til hundrede individer, ofte nær mennesker, i skov og mangrovesumpe og langs floder og kyster. Det er en god svømmer. Den kendes på sit gråhvide overskæg og det hudfarvede ansigt og har ofte en opretstående hårtop på issen. Arten anvendes undertiden som forsøgsdyr.